# Ahmed Barbach
Ahmed Barbach (en arabe : احمد بربش), né en 1963, est un judoka marocain. 

## Carrière
Ahmed Barbach est médaillé de bronze dans la catégorie des moins de 95 kg des Jeux méditerranéens de 1987 à Lattaquié. Il dispute le tournoi des moins de 95 kg des Jeux olympiques d'été de 1988 à Séoul, où il est éliminé en huitièmes de finale par le Polonais Jacek Beutler.
Il est médaillé de bronze dans la catégorie des moins de 95 kg aux Championnats d'Afrique de judo 1990 à Alger.